# ダ・カーポ (歌手グループ)
ダ・カーポ（DA CAPO）は、日本の男女フォーク歌手グループ。久保田広子と榊原まさとしにより結成され、1973年8月にデビューした。翌1974年6月1日発売のシングル『結婚するって本当ですか』がヒット。久保田は1980年に榊原と結婚して榊原姓になり、以降は夫婦デュオとして活動する。その後さらに、夫婦の娘である榊原麻理子も参加している。
1970年代から1980年代を中心にヒット曲を飛ばし、現在も活躍している。親しみやすいメロディーと高い歌唱力、特に広子の柔らかな美声を持ち味とし、オリジナル曲のフォークソングもさることながら、童謡・抒情歌（唱歌）、わらべ唄・民謡など日本の伝統的な楽曲のカバーも手がける。
グループ名は演奏記号で「曲の最初に戻る」を意味するダ・カーポに由来し、「いつまでも初心を忘れずに」という思いがこめられている。

## メンバー
- 榊原 広子（） - 旧姓：久保田 広子（1950年12月22日（74歳） - ）、栃木県佐野市出身。女声、作詞。
- 榊原 まさとし（） - 本名：榊原 政敏（1949年2月27日（76歳） - ）、神奈川県横浜市戸塚区出身。A型。男声、作詞・作曲、ギター。
- 榊原 麻理子（） - まさとし・広子夫妻の娘。（1981年4月8日（44歳） - ）神奈川県横浜市出身。女声、フルート。

## 人物・経歴

### デビューまで
1971年、栃木県出身の久保田広子が家業のスーパーマーケットを継ぐため、神奈川県横浜市の大手スーパーに派遣されて修業中、市内のフォークソングサークルの「歌の仲間募集」ポスターを見て、榊原まさとしの兄が経営していた「サカキ音楽研究所」を訪れ、ここで2人が出会った。30人ほどでフォークソングのサークルを作って活動しており、グループ名「ダ・カーポ」はこのサークル名をそのまま引き継いだものである。
1973年、研究所の送別会が渋谷ジァン・ジァンで開かれた。このときお互いに刺激されてグループ結成を決意する。同1973年8月、コロムビア・レコードからシングル『夏の日の忘れもの』でデビュー。キャッチフレーズ
は「美しくありたい、そんな夢をお届けします」であった。
なお、メジャーデビューにあたりグループ名は、2人の活動の場でまさとしの出身地でもある横浜にちなみ、カモメを意味する「シーガル (Seagull) 」 とする案もあったが、結局サークル名から引き継いだ「ダ・カーポ」をそのまま使用することとした。
翌1974年のシングル『結婚するって本当ですか』が60万枚を売り上げる大ヒットを記録し代表曲となった。この曲は、広子が高校時代の友人から突然届いた結婚式の招待状に驚いて「結婚するって本当ですか」と返事を書いた体験をもとに、広子自身が詞を書き、まさとしがその詞に曲を付けて誕生した（歌詞の内容はあくまで創作で、実話とは異なる）。また曲名も、レコード会社からは歌い出しの歌詞から『雨あがりの朝』を提案されたが、ダ・カーポ側からの要望で『結婚するって本当ですか』とされた。
またこの頃から、わらべ唄や民謡のアレンジを手掛けたことが評価され、1974年9月に横浜音楽祭地域活動奨励賞を受賞した。1976年にはシングル『宗谷岬（そうやのみさき）』がNHKみんなのうたで放送されてヒットし、「結婚するって本当ですか」に続く代表曲となった。

### 1980年代
1980年には、竹宮恵子原作の東映アニメ映画『地球へ…』の主題歌を担当し、これを機にアニメ主題歌を手掛けるようになる。同1980年9月に榊原まさとしと久保田広子が結婚したのを機に、ダ・カーポとしての活動を一時中止。夫のまさとしがソロデビューし、TBSテレビドラマ『2年B組仙八先生』挿入歌の『不良少女白書』がヒットする。
結婚後、広子は娘の麻理子を出産。1983年に夫婦2人での活動を再開した。同1983年、画家の山下清をモデルとしたフジテレビ系列のドラマ『裸の大将放浪記』シリーズ（のち『裸の大将』シリーズと改名。主演は芦屋雁之助）の主題歌「野に咲く花のように」はよく知られており、2007年9月1日に放送された塚地武雅主演によるリメイク版『裸の大将』の主題歌としても使われた。

### 1990年代
麻理子が中学校2年生のとき、広子が変形性股関節症にかかる。その治療のため、1996年1月よりダ・カーポとしての活動を半年間休止。5か月間にわたり入院し、両足股関節の手術と術後のリハビリを経て、翌1997年10月には書籍を出版。ダ・カーポ名義（広子・まさとし共著）で、夫婦での闘病記『歩けるって幸せ!～変形性股関節症の克服もデュエットで～』を講談社から刊行した。
1998年1月、デビュー25周年記念シングル『てふてふ / 神戸物語』を発表した。

### 2000年代以降
2001年のシングル『よこはま詩集』がNHK新ラジオ歌謡、NHKみんなのうたで放送される。また同年には『ドラえもん』シリーズの東宝映画『がんばれ!ジャイアン!!』の主題歌を担当した。2003年にはデビュー30周年記念ベストアルバム『ありがとう』をリリースした。
2007年10月のデビュー35周年記念アルバム『home〜世界の名歌集〜』から、娘の麻理子が正式メンバーとして加わり、新生ダ・カーポとして活動開始した。
2012年に「もうすぐ40周年記念シングル」として『恋する横浜／ふたりの記念日』をリリース。2013年から麻理子が2年間パリにフルートを学びに留学することが決まり、再び夫婦デュオとなる。2013年8月にデビュー40周年を迎えた。
2014年、まさとしが胸椎腰椎圧迫骨折による体調不良のため入院し治療に専念。2015年11月7日のコンサート「ダ・カーポ コンサート〜まさとし完全復活祝い!〜」で復帰した。
2020年、麻理子がパリから帰国して復帰し、再び3人体制となる。11月、8年ぶりのシングル『あなたがいるから／懸け橋（2020ver.）』をリリースした。
2021年、麻理子は1歳年下の美容師の男性と結婚し、2022年に女児を出産した。

### 人物
家族でホンダ・N-BOXを好み、好きなナンバーは「4122」（「良い夫婦」を表す数字から）。ちなみに、ダ・カーポの公式Facebookのアカウント名は「dacapo4122」である。

## 年譜
出典：ダ・カーポ公式サイト「プロフィール」「ディスコグラフィー」
- 1973年
  - 8月 - シングル『夏の日の忘れもの』でコロムビアレコードからデビュー。
  - 11月 - オリジナルアルバム『歌う風たち』発売（「夏の日の忘れもの」収録）。
- 1974年
  - 6月 - シングル『結婚するって本当ですか』発売。ヒット曲となる。
  - 7月 - ライブアルバム『GET TOGETHER WITH DA CAPO ダ・カーポ ファースト・ライブ』発売。
  - 11月 - オリジナルアルバム『日誌』発売（「結婚するって本当ですか」収録）。
- 1975年
  - 8月 - オリジナルアルバム『いつか愛する人ができたら』発売。
  - 10月 - 童謡・民謡のアレンジにより、横浜音楽祭地域活動特別賞を受賞。
- 1976年
  - 4月 - シングル『宗谷岬（そうやのみさき）』発売。NHKみんなのうたで放送。
  - 8月 - オリジナルアルバム『道知辺（みちしるべ）』発売。
  - 10月 - 「愛する人と生まれた街へ」で「空の音楽祭」グランプリ受賞。
  - 11月 - 初のベストアルバム『ブーケ』発売。NHKみんなのうた「宗谷岬」で北海道有線放送優秀賞を受賞。
- 1977年
  - 5月 - シングル『愛する人と生まれた街へ』発売。オリジナルアルバム『遊歩道』発売。
  - 10月 - サウンドトラック『いんてぃめっと～ダ・カーポ グランド劇場を歌う～』発売。
  - 11月 - ベストアルバム『やさしさ通信 ダ・カーポ ベスト16』発売。
- 1978年
  - 10月 - カバーアルバム『てんさぐの花～僕らは歌追い人 その1』発売（「てんさぐの花」ほか収録）。
  - 11月 - オリジナルアルバム『チャイム』発売。
- 1979年
  - 6月 - オリジナルアルバム『ハートメイド』発売。カバーアルバム『僕らは歌追い人 その2』発売（「鎌倉の子守唄」ほか収録）。
- 1980年
  - 2月 - シングル『地球（テラ）へ…』発売（竹宮恵子原作の東映アニメ映画『地球へ…』主題歌）。
  - 6月 - サウンドトラック『宇宙船地球号～「地球へ･･･」によせて～』発売（「地球（テラ）へ…」収録）。
  - 7月 - ベストアルバム『ダ・カーポ ベスト・アルバム』（「地球（テラ）へ…」ほか収録）。
  - 9月 - カバーアルバム『僕らは歌追い人 その3』発売（「組曲わらべ唄」ほか収録）。
  - 9月 - まさとしと広子の結婚を機に、ダ・カーポとしての活動をいったん休止。
- 1981年
  - 5月 - まさとしソロデビュー。シングル『不良少女白書』発売（TBSテレビドラマ『2年B組仙八先生』挿入歌）。まさとしソロアルバム『孤独なルネッサンス』発売（「不良少女白書」収録）。
  - 11月 - まさとしソロシングル『明日…あざやか』発売（NHK銀河テレビ小説『めぐり逢いて』主題歌）。
- 1982年
  - 5月 - まさとしソロシングル『横浜マリー』発売。
  - 6月 - まさとしソロアルバム『心象風景』発売（「明日…あざやか」「横浜マリー」収録）。
- 1983年 - 広子の出産を経て、夫婦でのダ・カーポとしての活動を再開。
  - 7月 - オリジナルアルバム『いい日でしたか』発売（ジャケットに親子3人の写真を採用）。
  - 8月 - デビュー10周年を迎える。
- 1984年
  - 1月 - シングル『冬のかもめ』発売（松竹映画『家族同盟』主題歌）。
  - 8月 - シングル『愛と光のバラード」』発売（ヘラルド映画『しのぶの明日』主題歌）。
  - 11月 - シングル『空からこぼれたStory」（テレビ朝日『名探偵ホームズ』主題歌）。
- 1985年
  - 10月 - シングル『SELAM - よみがえれアフリカ - 』（テレビ朝日『アフリカ飢餓救済』キャンペーンソング）。
  - 12月 - シングル『鳩の詩（うた）』発売。NHKみんなのうたで放送。
- 1986年
  - 6月 - シングル『青春は舟』発売（日本テレビ『青春アニメ全集』主題歌）。
  - 10月 - シングル『大きなリンゴの木の下で』発売。NHKみんなのうたで放送。
- 1987年6月 - シングル『硝子の心』発売（NHKファミリードラマ『旅少女』主題歌）。
- 1988年
  - 3月 - 『ハートフル・ミュージック・コレクション (1) 童謡ファンタジー ぬくもりの贈りもの』（2枚組50曲）発売。シリーズ第1弾。童謡カバーアルバム。。
  - 7月 - ベストアルバム『ダ・カーポ全曲集』（代表曲14曲収録）発売。
  - 8月 - デビュー15周年を迎える。
  - 12月 - 『ハートフル・ミュージック・コレクション (2) 抒情歌ファンタジー おもいでの贈りもの』（2枚組40曲）発売。 シリーズ第2弾。抒情歌（唱歌）カバーアルバム。。
- 1990年
  - 4月 - 『ハートフル・ミュージック・コレクション（3）ダ・カーポ フォークソングファンタジー 青春の贈りもの』（2枚組40曲）発売。シリーズ第3弾。フォークソング・ニューミュージックのヒット曲カバーアルバム。
  - 11月 - シングル『せせらぎの町へ』発売。
- 1991年4月 - オリジナルアルバム『アル・モ・ニー (HARMONIE) 』発売（鈴木茂プロデュース）。
- 1992年
  - 1月 - シングル『ずっと遠くから･･･』発売。NHK新ラジオ歌謡で放送。
  - 6月 - ベストアルバム『ソングライター・ルネッサンス (THE SONGWRITER RENAISSANCE) 』発売（鈴木茂プロデュース）。
- 1993年
  - 2月 - シングル『生きてるよ』発売（アニメ映画『カッパの三平』主題歌）。
  - 5月 - 『ハートフル・ミュージック・コレクション (4) アコースティックファンタジー 友への贈りもの』（2枚組36曲）発売。 シリーズ第4弾。フォークソング・ニューミュージックのヒット曲カバーアルバム。自作曲「クリーム色の電車に乗って」（シングル『結婚するって本当ですか』B面カップリング曲）、アルバム『日誌』初出）も収録。
  - 8月 - デビュー20周年を迎える。
  - 9月 - オリジナルアルバム『Mother Earth』発売。
- 1994年4月 - シングル『My Life』発売（NHK『現役クラブ』主題歌）。
- 1995年
  - 4月 - シングル『よさこいワンダーランド』発売。NHKみんなのうたで放送。
  - 6月 - ベストアルバム『ダ・カーポ シングル・コレクション』（2枚組32曲）発売。シングルA面曲のコレクション。まさとしのソロシングル3曲も収録。
  - 8月 - シングル『星形のペンタス』発売。
- 1996年1月 - 広子の変形性股関節症の治療のため、ダ・カーポとしての活動を半年間休止。
- 1997年
  - 4月 - CD-BOX『ダ・カーポ フォーエヴァーファンタジー 明日への贈りもの」（5枚組）発売。 「童謡」「抒情歌（唱歌）」「フォークソング」「アコースティック」カバー4枚、「オリジナル」自作曲ベスト1枚のセット。
  - 10月 - 広子の変形性股関節症の闘病記『歩けるって幸せ!～変形性股関節症の克服もデュエットで～』を講談社から出版。
- 1998年
  - 1月 - 25周年記念シングル『てふてふ / 神戸物語』発売。
  - 8月 - デビュー25周年を迎える。
- 2000年10月 - シングル『To the Future』発売。
- 2001年
  - 1月 - 8cmCDシングル『よこはま詩集』発売。NHK新ラジオ歌謡で放送。
  - 1月 - サウンドトラック『写真家 白川義員 神々の座 世界百名山を撮る』発売（3月にDVD・ビデオソフト発売）。
  - 3月 - シングル『さよならとは言わないで』（映画版ドラえもんテーマ曲）発売。
  - 4月 - 『ハートフル・ミュージック・コレクション (5) ベストヒットファンタジー ありがとうの贈りもの』（2枚組・37曲）発売。 シリーズ第5弾。自作曲ベストアルバム。同年に過去のシリーズ第1弾～第4弾も再発売、5作シリーズ完結。
  - 7月 - マキシシングル『よこはま詩集』発売（まさとしが横浜港の風景を描いたジャケット画を手掛ける）。NHKみんなのうたで放送。
  - 7月 - DVD『日本の童謡・抒情歌集』発売。
  - 10月 - シングル『ウエディング・ワルツ (Wedding Waltz) 』発売。
  - 11月 - ヨコハマ遊大賞を受賞。
- 2002年
  - 9月 - シングル『悲しみにさよならを / 雨の匂い』発売。
  - 10月 - 横浜文化賞奨励賞を受賞。
- 2003年1月 - サウンドトラック『ヒマラヤの詩（うた）』発売。
- 2003年
  - 5月 - 30周年記念ベストアルバム『ありがとう』発売（20曲）。 NHKみんなのうたで放送されたシングル曲「よこはま詩集」ほか収録。
  - 8月 - デビュー30周年を迎える。
- 2004年6月 - シングル『人生の贈り物～他に望むものはない～』発売（さだまさし作曲）。
- 2005年
  - 4月 - シングル『ベストパートナー』発売。
  - 7月 - シングル『野に咲く花のように』発売。
- 2006年3月 - ベストアルバム『ベストパートナー』発売。シングル曲「ベストパートナー」、「野に咲く花のように」（アレンジバージョン）収録。
- 2007年
  - 6月 - 35周年記念アルバム第1弾『日本の歌ベスト30』発売。
  - 10月 - 35周年記念アルバム第2弾『home～世界の名歌集』発売。
  - 12月 - 35周年記念シングル『青春のままに』発売。
- 2008年
  - 1月 - 35周年記念CD-BOX『メモリアルCD-BOX 名曲大全集 ハートフルベスト (HEARTFUL BEST) 』発売。
  - 3月 - シングル『君へと続く道』発売（アニメ番組『ポルフィの長い旅』エンディングテーマ）。
  - 8月 - デビュー35周年を迎える。
- 2009年1月 - 第11回神奈川イメージアップ大賞を受賞。
- 2012年2月 - もうすぐ40周年記念シングル『恋する横浜／ふたりの記念日』発売（小林篁次作詞、榊原まさとし作曲）。
- 2013年
  - 6月 - 40周年記念ベストアルバム『ダ・カーポ ザ・ベスト』（3枚組56曲）発売。シングル曲「恋する横浜」「ふたりの記念日」収録。
  - 6月 - 40周年記念アルバム『とっておきの贈りもの』発売。
  - 6月 - 40周年記念CD-BOX『オリジナル大全集 122（い～ふうふ）』（7枚組135曲）発売。Disc1「故郷」、Disc2「愛」、Disc3「青春」、Disc4「旅」、Disc5「希望」、Disc6「祈り」、Disc7「僕らは歌追い人」のテーマ別構成。
  - 8月 - デビュー40周年を迎える。
- 2017年
  - 6月 - 45周年記念アルバム『日本のうたファンタジー』発売（15曲）。カバーアルバム。「花〜すべての人の心に花を〜」など、過去のシリーズ未収録曲も一部収録。
- 2018年
  - 7月 - カバーベストアルバム『童謡&抒情歌 ファンタジーベスト 明日への贈りもの』発売（2枚組40曲）。過去に発売した童謡・抒情歌カバーアルバムの音源を編集したリマスター盤。
  - 8月 - デビュー45周年を迎える。
- 2020年11月 - 年ぶりとなるシングル『あなたがいるから／懸け橋（2020ver.）』発売。
- 2023年
  - 4月 - 50周年記念配信シングル『今日がいちばん若い日！／Memeのワルツ』をリリース。同年4月～5月のNHKラジオ深夜便「深夜便のうた」として放送される。
  - 6月 - 50周年記念アルバム『未来への贈りもの ～今日がいちばん若い日！～』を発売。配信シングル『今日がいちばん若い日！／Memeのワルツ』も収録。
  - 6月 - 50周年記念ベストアルバム『ベスト・オブ・ダ・カーポ』（2枚組37曲）。配信シングル『今日がいちばん若い日！／Memeのワルツ』も収録。
  - 8月 - デビュー50周年の節目を迎える。
  - 11月29日 - 50周年記念『ダ・カーポ 大全集ベスト CD-BOX』を発売。

## 受賞歴
- 1973年11月 - 新宿音楽祭で銅賞。
- 1974年9月 - オリコンチャート月間新人賞。
- 1974年9月 - 横浜音楽祭地域活動奨励賞。
- 1975年5月 - 広島平和音楽祭ゴールデンメイブル賞。
- 1975年7月 - スターマイセレクション（読売新聞主催）最優秀賞。
- 1975年11月 - 全国民放祭（テレビ神奈川主催）放送活動部門賞。
- 1976年10月 - 空の音楽祭グランプリ受賞。
- 1976年11月 - 北海道有線放送優秀賞。
- 2001年11月 - 横浜遊大賞受賞。
- 2002年10月 - 横浜市文化奨励賞受賞。
- 2009年1月 - 神奈川県イメージアップ大賞受賞。

## ディスコグラフィ

### シングル
| 発売日                   | 面                       | タイトル                                                          | 作詞                        | 作曲                     | 編曲                                   | 規格                     | 規格品番                 |
| 日本コロムビア / Blow Up | 日本コロムビア / Blow Up | 日本コロムビア / Blow Up                                          | 日本コロムビア / Blow Up    | 日本コロムビア / Blow Up | 日本コロムビア / Blow Up               | 日本コロムビア / Blow Up | 日本コロムビア / Blow Up |
| ------------------------ | ------------------------ | ----------------------------------------------------------------- | --------------------------- | ------------------------ | -------------------------------------- | ------------------------ | ------------------------ |
| 1973年8月                | A                        | 夏の日の忘れもの                                                  | 榊原政敏                    | 榊原政敏                 | 青木望                                 | EP                       | CD-187                   |
| 1973年8月                | B                        | 友だちならば                                                      | 下田逸郎                    | 下田逸郎                 | 馬飼野康二                             | EP                       | CD-187                   |
| 1973年11月10日           | A                        | 恋はかげろう                                                      | 久保田広子                  | 六ツ見茂明               | 青木望                                 | EP                       | CD-205                   |
| 1973年11月10日           | B                        | その日は雪が降ったよ                                              | 久保田広子                  | 榊原政敏                 | ボブ佐久間                             | EP                       | CD-205                   |
| 1974年3月                | A                        | この手のひらいっぱいに                                            | 氏家祐見子                  | 氏家祐見子               |                                        | EP                       | CD-215                   |
| 1974年3月                | B                        | イカ採りの唄                                                      | 不詳 補）榊原政敏           | 不詳 補）榊原政敏        |                                        | EP                       | CD-215                   |
| 1974年6月1日             | A                        | 結婚するって本当ですか                                            | 久保田広子                  | 榊原政敏                 | 木田高介 石川鷹彦                      | EP                       | CD-220                   |
| 1974年6月1日             | B                        | クリーム色の電車に乗って                                          | 榊原政敏                    | 榊原政敏                 | 青木望                                 | EP                       | CD-220                   |
| 1974年11月1日            | A                        | 家族日誌                                                          | 武田全弘                    | 榊原政敏                 | 木田高介                               | EP                       | CD-231                   |
| 1974年11月1日            | B                        | 君かげ草                                                          | 笠木透                      | 高石ともや               | 土持城夫                               | EP                       | CD-231                   |
| 1975年3月10日            | A                        | バスが坂道を下りてくる                                            | 武田全弘                    | 榊原政敏                 | 榊原政敏                               | EP                       | CD-243                   |
| 1975年3月10日            | B                        | 川風吹く街                                                        | 高田ひろお                  | 佐瀬寿一                 | 佐瀬寿一                               | EP                       | CD-243                   |
| 1975年9月                | A                        | 燃える手紙                                                        | 武田全弘                    | 榊原政敏                 | 瀬尾一三                               | EP                       | CD-257                   |
| 1975年9月                | B                        | いつか愛する人ができたら                                          | 山上路夫                    | 榊原政敏                 | 瀬尾一三                               | EP                       | CD-257                   |
| 1975年11月               | A                        | おはようさん                                                      | 小原弘亘                    | 奥村貢                   | 奥村貢                                 | EP                       | CD-259                   |
| 1975年11月               | B                        | 風の中で見つけよう                                                | 久保田広子                  | ヴィヴァルディ           | 奥村貢                                 | EP                       | CD-259                   |
| 1976年4月                | A                        | 宗谷岬                                                            | 吉田弘                      | 船村徹                   | 青木望                                 | EP                       | LK-8                     |
| 1976年4月                | B                        | 朝のまぶしい目ざめ                                                | 藤井ユタカ                  | 倉光薫                   | 木田高介                               | EP                       | LK-8                     |
| 1976年6月                | A                        | 雨あがりのファンタジー                                            | 久保田広子 大橋一枝         | 村井邦彦                 | 村井邦彦                               | EP                       | LK-12                    |
| 1976年6月                | B                        | ふり返る日のために                                                | 武田全弘                    | 榊原政敏                 | 青木望                                 | EP                       | LK-12                    |
| 1977年2月                | A                        | 誰かと今日もすれ違い                                              | 久保田広子                  | 坂田晃一                 | 坂田晃一                               | EP                       | LK-28                    |
| 1977年2月                | B                        | 突然の微笑みが                                                    | 増永直子                    | 坂田晃一                 | 坂田晃一                               | EP                       | LK-28                    |
| 1977年5月                | A                        | 愛する人と生まれた街へ                                            | 久保田広子                  | 奥村貢                   | 奥村貢                                 | EP                       | LK-33                    |
| 1977年5月                | B                        | 東北縦貫道路                                                      | 久保田広子                  | 榊原政敏                 | 船山基紀                               | EP                       | LK-33                    |
| 1977年10月1日            | A                        | 結婚するって本当ですか                                            | 久保田広子                  | 榊原政敏                 | 木田高介 石川鷹彦                      | EP                       | LK-54                    |
| 1977年10月1日            | B                        | 夏の日の忘れもの                                                  | 榊原政敏                    | 榊原政敏                 | 青木望                                 | EP                       | LK-54                    |
| 1977年11月               | A                        | 卒業                                                              | 宮下康二                    | 三木たかし               | 小六禮次郎                             | EP                       | LK-49                    |
| 1977年11月               | B                        | 愛する人のために                                                  | 久保田広子                  | 大野雄二                 | 大野雄二                               | EP                       | LK-49                    |
| 1978年1月                | A                        | 夕凪のふたり                                                      | 久保田広子                  | 大野雄二                 | 大野雄二                               | EP                       | LK-58                    |
| 1978年1月                | B                        | 海へ行って来ましたね                                              | 山川啓介                    | 大野雄二                 | 大野雄二                               | EP                       | LK-58                    |
| 1978年6月                | A                        | バイバイ・イエスタディ                                            | 久保田広子                  | 榊原政敏                 | 青木望                                 | EP                       | LK-71                    |
| 1978年6月                | B                        | 木曾の恋歌                                                        | 藤川桂介                    | 榊原政敏                 | 青木望                                 | EP                       | LK-71                    |
| 1978年8月                | A                        | 旅路から                                                          | 阿久悠                      | 三木たかし               | 青木望                                 | EP                       | LK-80                    |
| 1978年8月                | B                        | 湘南インブルー                                                    | 久保田広子                  | 榊原政敏                 | 青木望                                 | EP                       | LK-80                    |
| 1979年2月                | A                        | 雪もよう                                                          | 伊藤アキラ                  | 榊原政敏                 | 田辺信一                               | EP                       | LK-90                    |
| 1979年2月                | B                        | アスパラガス・サラダ                                              | 武田全弘                    | 榊原政敏                 | 青木望                                 | EP                       | LK-90                    |
| 1979年7月                | A                        | 帰らざる風                                                        | 伊藤アキラ                  | 井上かつお               | いしだかつのり                         | EP                       | LK-108                   |
| 1979年7月                | B                        | 焚火のように                                                      | 岡本おさみ                  | 鈴木キサブロー           | あかのたちお                           | EP                       | LK-108                   |
| 1979年11月               | A                        | 眠れないあなたに                                                  | 久保田広子                  | 榊原政敏                 | 小六禮次郎                             | EP                       | LK-119                   |
| 1979年11月               | B                        | 12年間歯医者へ行かなかった友のために                              | 久保田広子                  | 榊原政敏                 | 淡野深昌                               | EP                       | LK-119                   |
| 1980年2月25日            | A                        | 地球（テラ）へ… / Coming Home To Terra                            | 竜真知子                    | 小田裕一郎               | 川上了                                 | EP                       | CK-559                   |
| 1980年2月25日            | B                        | 愛の惑星 / All We Need Is Love                                    | 竜真知子                    | ミッキー吉野             | ミッキー吉野 岸本博                    | EP                       | CK-559                   |
| 1980年4月                | A                        | 風の翼                                                            | 麻木かおる 久保田広子       | 榊原政敏                 | 信田かずお                             | EP                       | LK-134                   |
| 1980年4月                | B                        | ありのままに生きて                                                | 久保田広子                  | 榊原政敏                 | 信田かずお                             | EP                       | LK-134                   |
| 1980年8月                | A                        | 夢中でいれば、美しい。- KEEPING ON GOING -                        | 仲畑貴志                    | 小田裕一郎               | 戸塚修                                 | EP                       | AK-680                   |
| 1980年8月                | B                        | この街の風に吹かれて                                              | 久保田広子                  | 榊原政敏                 | 戸塚修                                 | EP                       | AK-680                   |
| 1980年10月               | A                        | かんじんの唄                                                      | 不詳                        | 不詳                     | 島津秀雄                               | EP                       | AK-720                   |
| 1980年10月               | B                        | てんさぐの花                                                      | 不詳・久保けんお            | 不詳・久保けんお         | 島津秀雄                               | EP                       | AK-720                   |
| バーボンレコード         |                          |                                                                   |                             |                          |                                        |                          |                          |
| 1983年7月21日            | A                        | 淋しさは夕立ちのように                                            | 茅野遊                      | 小椋佳                   | 惣領泰則                               | EP                       | CMA-2048                 |
| 1983年7月21日            | B                        | 野に咲く花のように                                                | 杉山政美                    | 小林亜星                 | 惣領泰則                               | EP                       | CMA-2048                 |
| ジャパンレコード         |                          |                                                                   |                             |                          |                                        |                          |                          |
| 1984年1月                | A                        | 冬のかもめ                                                        | 榊原まさとし                | 榊原まさとし             | 田辺信一                               | EP                       | 7JAS 3                   |
| 1984年1月                | B                        | 吹きっさらしの人生に                                              |                             | 榊原まさとし             | 田辺信一                               | EP                       | 7JAS 3                   |
| 1984年8月                | A                        | 愛と光のバラード                                                  | 榊原まさとし                | 森岡賢一郎               | 森岡賢一郎                             | EP                       | 7JAS 15                  |
| 1984年8月                | B                        | かげろうの駅                                                      | 榊原まさとし                | 森岡賢一郎               | 森岡賢一郎                             | EP                       | 7JAS 15                  |
| アニメージュレコード     |                          |                                                                   |                             |                          |                                        |                          |                          |
| 1984年11月25日           | A                        | 空からこぼれたStory                                               | 三浦徳子                    | 佐藤健                   | 福井峻                                 | EP                       | ANS-2012                 |
| 1984年11月25日           | B                        | テームズ河の Dance                                                | 三浦徳子                    | 山中のりまさ             | 福井峻                                 | EP                       | ANS-2012                 |
| 日本コロムビア           |                          |                                                                   |                             |                          |                                        |                          |                          |
| 1985年10月               | A                        | SELAM -よみがえれアフリカ-                                        | ダ・カーポ                  | ダ・カーポ               | 島津秀雄                               | EP                       | AH-664                   |
| 1985年10月               | B                        | 夢ななつ                                                          | 朝木良之助                  | 榊原政敏                 | 島津秀雄                               | EP                       | AH-664                   |
| 1985年12月               | A                        | 鳩の詩                                                            | ダ・カーポ                  | ダ・カーポ               | 島津秀雄                               | EP                       | AH-787                   |
| 1985年12月               | B                        | たとえ花詩                                                        | ダ・カーポ                  | ダ・カーポ               | 島津秀雄                               | EP                       | AH-787                   |
| 1986年6月                | A                        | 青春は舟                                                          | なかにし礼                  | 坂田晃一                 | 島津秀雄                               | EP                       | CH-130                   |
| 1986年6月                | B                        | ため息                                                            | なかにし礼                  | 坂田晃一                 | 島津秀雄                               | EP                       | CH-130                   |
| 1986年10月               | A                        | 大きなリンゴの木の下で                                            | 小黒恵子                    | 中山竜                   | 小野崎孝輔                             | EP                       | AH-***                   |
| 1987年6月                | A                        | 硝子の心                                                          | ダ・カーポ                  | ダ・カーポ               | 島津秀雄                               | EP                       | AH-832                   |
| 1987年6月                | B                        | 探さないでください                                                | ダ・カーポ                  | ダ・カーポ               | 島津秀雄                               | EP                       | AH-832                   |
| 1989年3月1日             | A                        | 夢狩人                                                            | 藤川桂介                    | 河野土洋                 | 河野土洋                               | EP 8cmCD                 | AH-5014 10CA-8151        |
| 1989年3月1日             | B                        | かぎりきなき愛を                                                  | 藤川桂介                    | 河野土洋                 | 河野土洋                               | EP 8cmCD                 | AH-5014 10CA-8151        |
| 1989年3月25日            | 1                        | 野に咲く花のように                                                | 杉山政美                    | 小林亜星                 | 武市昌久                               | 8cmCD                    | CA-8196                  |
| 1989年3月25日            | 2                        | 野に咲く花のように（カラオケ）                                    | -                           | 小林亜星                 | 武市昌久                               | 8cmCD                    | CA-8196                  |
| 1989年3月25日            | 3                        | 結婚するって本当ですか                                            | 久保田広子                  | 榊原政敏                 | 木田高介 石川鷹彦                      | 8cmCD                    | CA-8196                  |
| 1989年3月25日            | 4                        | 結婚するって本当ですか（カラオケ）                                | -                           | 榊原政敏                 | 木田高介 石川鷹彦                      | 8cmCD                    | CA-8196                  |
| 1990年11月21日           | 1                        | せせらぎの町へ～岩見川旅情～                                      | 石野ひさし 補）大友康二     | 井上かつお               | 島津秀雄                               | 8cmCD                    | G8S-1061-CP              |
| 1990年11月21日           | 2                        | せせらぎの町へ～岩見川旅情～（カラオケ）                          | -                           | 井上かつお               | 島津秀雄                               | 8cmCD                    | G8S-1061-CP              |
| 1992年1月21日            | 1                        | ずっと遠くから…                                                   | 榊原広子                    | 榊原政敏                 | 鈴木茂                                 | 8cmCD                    | CODA-8978                |
| 1992年1月21日            | 2                        | 月夜のオルゴール                                                  | 榊原広子                    | 榊原政敏                 | 鈴木茂                                 | 8cmCD                    | CODA-8978                |
| 1993年2月21日            | 1                        | 生きてるよ                                                        | 山上路夫                    | 池毅                     | 信田かずお                             | 8cmCD                    | CODC-137                 |
| 1993年2月21日            | 2                        | カッパの三平                                                      | 水木しげる                  | 牧野三朗                 | 牧野三朗                               | 8cmCD                    | CODC-137                 |
| 1994年7月21日            | 1                        | My Life                                                           | 榊原広子                    | 榊原政敏                 |                                        | 8cmCD                    | CODA-435                 |
| 1994年7月21日            | 2                        | 野に咲く花のように（新録音バージョン）                            | 杉山政美                    | 小林亜星                 |                                        | 8cmCD                    | CODA-435                 |
| 1995年6月21日            | 1                        | よさこいワンダーランド                                            | 猿田忠博 補）榊原広子       | 榊原政敏                 | 青木望                                 | 8cmCD                    | -                        |
| 1995年8月19日            | 1                        | 星形のペンタス                                                    | 八島義郎                    | 榊原政敏                 | 信田かずお                             | 8cmCD                    | CODA-721                 |
| 1995年8月19日            | 2                        | 狐の戸袋                                                          |                             |                          |                                        | 8cmCD                    | CODA-721                 |
| 1995年8月19日            | 3                        | 星形のペンタス（カラオケ）                                        | -                           | 榊原政敏                 | 信田かずお                             | 8cmCD                    | CODA-721                 |
| 1995年8月19日            | 4                        | 狐の戸袋（カラオケ）                                              | -                           |                          |                                        | 8cmCD                    | CODA-721                 |
| 1998年1月21日            | 1                        | てふてふ cho-cho                                                  | 阿久悠                      | 榊原政敏                 | 矢野立美                               | 8cmCD                    | CODA-1405                |
| 1998年1月21日            | 2                        | 神戸物語                                                          | 阿久悠                      | 榊原政敏                 | 矢野立美                               | 8cmCD                    | CODA-1405                |
| 1998年1月21日            | 3                        | てふてふ cho-cho（カラオケ）                                      | -                           | 榊原政敏                 | 矢野立美                               | 8cmCD                    | CODA-1405                |
| 1998年1月21日            | 4                        | 神戸物語（カラオケ）                                              | -                           | 榊原政敏                 | 矢野立美                               | 8cmCD                    | CODA-1405                |
| 2001年1月20日            | 1                        | よこはま詩集                                                      | 杉紀彦                      | 榊原まさとし             | 大島ミチル                             | 8cmCD                    | CODA-1936                |
| 2001年1月20日            | 2                        | さよならとは言わないで                                            | ダ・カーポ                  | ダ・カーポ               | 京田誠一                               | 8cmCD                    | CODA-1936                |
| 2001年1月20日            | 3                        | HOUSE                                                             |                             |                          |                                        | 8cmCD                    | CODA-1936                |
| 2001年1月20日            | 4                        | よこはま詩集（カラオケ）                                          | -                           | 榊原まさとし             | 大島ミチル                             | 8cmCD                    | CODA-1936                |
| 2001年3月1日             | 1                        | さよならとは言わないで                                            | ダ・カーポ                  | ダ・カーポ               | 京田誠一                               | 8cmCD                    | CODC-1944                |
| 2001年3月1日             | 2                        | ドラミ・ガムシャララ!!ヘッチャララ!!                              | もりちよこ                  | 池毅                     | 池毅                                   | 8cmCD                    | CODC-1944                |
| 2001年3月1日             | 3                        | さよならとは言わないで（カラオケ）                                | -                           | ダ・カーポ               | 京田誠一                               | 8cmCD                    | CODC-1944                |
| 2001年3月1日             | 4                        | ドラミ・ガムシャララ!!ヘッチャララ!!（カラオケ）                  | -                           | 池毅                     | 池毅                                   | 8cmCD                    | CODC-1944                |
| 2001年10月20日           | 1                        | Wedding Waltz                                                     | ダ・カーポ                  | ダ・カーポ               |                                        | 8cmCD                    | CODA-2000                |
| 2001年10月20日           | 2                        | 女友達代表                                                        | ダ・カーポ                  | ダ・カーポ               |                                        | 8cmCD                    | CODA-2000                |
| 2001年10月20日           | 3                        | Wedding Waltz（カラオケ）                                         | -                           | ダ・カーポ               |                                        | 8cmCD                    | CODA-2000                |
| 2001年10月20日           | 4                        | 女友達代表（カラオケ）                                            | -                           | ダ・カーポ               |                                        | 8cmCD                    | CODA-2000                |
| 2002年9月                | 1                        | 悲しみにさよならを                                                | 石川洋子                    | ダ・カーポ               | 大島ミチル                             | CD                       | 自主制作                 |
| 2002年9月                | 2                        | 雨の匂い                                                          | 野崎礼子                    | ダ・カーポ               | 大島ミチル                             | CD                       | 自主制作                 |
| 2004年6月23日            | 1                        | 人生の贈り物 〜他に望むものはない〜                               | さだまさし 訳）楊姫銀       | さだまさし               | 榊原政敏 松尾早人                      | CD                       | COCA-15685               |
| 2004年6月23日            | 2                        | largo (ラルゴ～家路)                                              | ダ・カーポ                  | ドヴォルザーク           | 林有三                                 | CD                       | COCA-15685               |
| 2004年6月23日            | 3                        | 人生の贈り物 〜他に望むものはない〜（カラオケ）                   | -                           | さだまさし               | 榊原政敏 松尾早人                      | CD                       | COCA-15685               |
| 2004年6月23日            | 4                        | largo (ラルゴ～家路)（カラオケ）                                  | -                           | ドヴォルザーク           | 林有三                                 | CD                       | COCA-15685               |
| 2005年4月20日            | 1                        | ベストパートナー                                                  | 小林篁次                    | 榊原政敏                 | 野見祐二                               | CD                       | COCA-15755               |
| 2005年4月20日            | 2                        | 懸け橋                                                            | 小林篁次                    | 榊原政敏                 | 野見祐二                               | CD                       | COCA-15755               |
| 2005年4月20日            | 3                        | ベストパートナー（カラオケ）                                      | -                           | 榊原政敏                 | 野見祐二                               | CD                       | COCA-15755               |
| 2005年4月20日            | 4                        | 懸け橋（カラオケ）                                                | -                           | 榊原政敏                 | 野見祐二                               | CD                       | COCA-15755               |
| 2005年7月6日             | 1                        | 野に咲く花のように                                                | 杉山政美                    | 小林亜星                 |                                        | CD                       | COCA-15792               |
| 2005年7月6日             | 2                        | 野に咲く花のように（カラオケ）                                    | -                           | 小林亜星                 |                                        | CD                       | COCA-15792               |
| 2005年7月6日             | 3                        | 野に咲く花のように (コーラス用ピアノ伴奏ヴァージョン・メロディ入) | 杉山政美                    | 小林亜星                 |                                        | CD                       | COCA-15792               |
| 2005年7月6日             | 4                        | 野に咲く花のように（コーラス用ピアノ伴奏ヴァージョン・カラオケ）  | -                           | 小林亜星                 |                                        | CD                       | COCA-15792               |
| 2005年7月6日             | 5                        | 野に咲く花のように（オルゴール ver.）                             | -                           | 小林亜星                 |                                        | CD                       | COCA-15792               |
| 2007年12月26日           | 1                        | 青春のままに                                                      | 小林篁次                    | 榊原政敏                 | 京田誠一                               | CD                       | COCA-16057               |
| 2007年12月26日           | 2                        | 命の花                                                            | 小林篁次                    | 榊原政敏                 | 亀山耕一郎                             | CD                       | COCA-16057               |
| 2007年12月26日           | 3                        | 青春のままに（カラオケ）                                          | -                           | 榊原政敏                 | 京田誠一                               | CD                       | COCA-16057               |
| 2007年12月26日           | 4                        | 命の花（カラオケ）                                                | -                           | 榊原政敏                 | 亀山耕一郎                             | CD                       | COCA-16057               |
| 2008年3月19日            | 1                        | 君へと続く道                                                      | 榊原広子                    | 榊原政敏                 | 京田誠一                               | CD                       | COCC-16084               |
| 2008年3月19日            | 2                        | 河は呼んでいる L'Eau Vive                                         | ギイ・ベアール 訳）水野汀子 | ギイ・ベアール           | 亀山耕一郎 コーラスアレンジ） 榊原政敏 | CD                       | COCC-16084               |
| 2008年3月19日            | 3                        | 君へと続く道（カラオケ）                                          | -                           | 榊原政敏                 | 京田誠一                               | CD                       | COCC-16084               |
| 2008年3月19日            | 4                        | 河は呼んでいる L'Eau Vive（カラオケ）                             | -                           | ギイ・ベアール           | 亀山耕一郎 コーラスアレンジ） 榊原政敏 | CD                       | COCC-16084               |
| 2010年7月10日            | 1                        | はじめての日                                                      | 藤本裕子                    | 中村守孝                 |                                        | CD                       | 自主制作                 |
| 2012年2月22日            | 1                        | 恋する横浜                                                        | 小林篁次                    | 榊原政敏                 | 野見祐二                               | CD                       | COCA-16545               |
| 2012年2月22日            | 2                        | ふたりの記念日                                                    | 小林篁次                    | 榊原政敏                 | 野見祐二                               | CD                       | COCA-16545               |
| 2012年2月22日            | 3                        | 恋する横浜（カラオケ）                                            | -                           | 榊原政敏                 | 野見祐二                               | CD                       | COCA-16545               |
| 2012年2月22日            | 4                        | ふたりの記念日（カラオケ）                                        | -                           | 榊原政敏                 | 野見祐二                               | CD                       | COCA-16545               |
| 2020年11月25日           | 1                        | あなたがいるから                                                  | 小林篁次                    | 若草恵                   | 若草恵                                 | CD                       | COCA-17821               |
| 2020年11月25日           | 2                        | 懸け橋（2020ver.）                                                | 小林篁次                    | 榊原まさとし             | 若草恵                                 | CD                       | COCA-17821               |
| 2020年11月25日           | 3                        | あなたがいるから（カラオケ）                                      | -                           | 若草恵                   | 若草恵                                 | CD                       | COCA-17821               |
| 2020年11月25日           | 4                        | 懸け橋（2020ver.）（カラオケ）                                    | -                           | 榊原まさとし             | 若草恵                                 | CD                       | COCA-17821               |
| 2023年4月19日            | 1                        | 今日がいちばん若い日！                                            | 榊原広子                    | 榊原政敏                 | 京田誠一                               | 配信                     | COKM-44330               |
| 2023年4月19日            | 2                        | Méméのワルツ                                                      | 榊原広子                    | 榊原政敏                 | 大橋恵                                 | 配信                     | COKM-44330               |

#### 榊原まさとしソロ
| 発売日                   | 面                       | タイトル                 | 作詞                     | 作曲                     | 編曲                     | 規格                     | 規格品番                 |
| 日本コロムビア / Blow Up | 日本コロムビア / Blow Up | 日本コロムビア / Blow Up | 日本コロムビア / Blow Up | 日本コロムビア / Blow Up | 日本コロムビア / Blow Up | 日本コロムビア / Blow Up | 日本コロムビア / Blow Up |
| ------------------------ | ------------------------ | ------------------------ | ------------------------ | ------------------------ | ------------------------ | ------------------------ | ------------------------ |
| 1981年5月1日             | A                        | 不良少女白書             | さだまさし               | さだまさし               | 信田かずお               | EP                       | AH-64                    |
| 1981年5月1日             | B                        | いもうと                 | 榊原政敏                 | 榊原政敏                 | 島津秀雄                 | EP                       | AH-64                    |
| 1981年11月               | A                        | 明日…あざやか            | 榊原政敏                 | 榊原政敏                 | 島津秀雄                 | EP                       | AH-182                   |
| 1981年11月               | B                        | 夢ななつ                 | 朝木良之助               | 榊原政敏                 | 島津秀雄                 | EP                       | AH-182                   |
| 1982年5月                | A                        | 横浜マリー               | 榊原政敏                 | 榊原政敏                 | 島津秀雄                 | EP                       | AH-227                   |
| 1982年5月                | B                        | 横浜縁日・一六地蔵       | 榊原政敏                 | 榊原政敏                 | 島津秀雄                 | EP                       | AH-227                   |

### アルバム

#### オリジナルアルバム
| 発売日                   | アルバム | 規格                     | 規格品番                 |
| 日本コロムビア / Blow Up | 日本コロムビア / Blow Up | 日本コロムビア / Blow Up | 日本コロムビア / Blow Up |
| ------------------------ | --- | ------------------------ | ------------------------ |
| 1973年11月24日           | 歌う風たち=ダ・カーポ アルバム Vol. 1 A面 1. 夏の日の忘れもの 2. イカ採りの唄 3. 夜汽車は行く 4. 雨降りの詩 5. 愛のかたみ 6. 花の街 B面 1. 恋はかげろう 2. 君かげ草 3. 赤い靴 4. 友だちならば 5. ポストの前で 6. その日は雪が降ったよ                                                                          | LP                       | CD-7104                  |
| 2018年7月18日            | 歌う風たち=ダ・カーポ アルバム Vol. 1 A面 1. 夏の日の忘れもの 2. イカ採りの唄 3. 夜汽車は行く 4. 雨降りの詩 5. 愛のかたみ 6. 花の街 B面 1. 恋はかげろう 2. 君かげ草 3. 赤い靴 4. 友だちならば 5. ポストの前で 6. その日は雪が降ったよ                                                                          | 配信                     | COKM-40283               |
| 1974年10月31日           | 日誌=ダ・カーポ アルバム Vol. 2 A面 1. 結婚するって本当ですか 2. クリーム色の電車に乗って 3. 雨降りの詩 4. 出来の悪いキャベツ 5. しろつめ草 6. 鎌倉の子守唄 B面 1. 家族日誌 2. イトコのジロちゃん 3. 左巻きの時計 4. てくてく 5. 忘れた心                                                                      | LP                       | CD-7125                  |
| 2018年7月18日            | 日誌=ダ・カーポ アルバム Vol. 2 A面 1. 結婚するって本当ですか 2. クリーム色の電車に乗って 3. 雨降りの詩 4. 出来の悪いキャベツ 5. しろつめ草 6. 鎌倉の子守唄 B面 1. 家族日誌 2. イトコのジロちゃん 3. 左巻きの時計 4. てくてく 5. 忘れた心                                                                      | 配信                     | COKM-40285               |
| 1975年8月31日            | いつか愛する人ができたら=ダ・カーポ アルバム Vol. 3 A面 1. 影ふみ 2. 海辺の一日 3. 風が歌うとき 4. 早く元気になれよ 5. バスが坂道を下りてくる 6. "猫ふんじゃった" に愛をこめて B面 1. らくがき 2. 燃える手紙 3. 山百合 4. 雲をごらんよ 5. ピアノコンチェルト 6. いつか愛する人ができたら 7. ふり返る日のために | LP                       | CD-7145                  |
| 2018年7月18日            | いつか愛する人ができたら=ダ・カーポ アルバム Vol. 3 A面 1. 影ふみ 2. 海辺の一日 3. 風が歌うとき 4. 早く元気になれよ 5. バスが坂道を下りてくる 6. "猫ふんじゃった" に愛をこめて B面 1. らくがき 2. 燃える手紙 3. 山百合 4. 雲をごらんよ 5. ピアノコンチェルト 6. いつか愛する人ができたら 7. ふり返る日のために | 配信                     | COKM-40286               |
| 1976年8月24日            | 道知辺（みちしるべ） A面 1. 六月の雨はインクブルー 2. あなたの生まれた街 3. 金木犀の香る径 4. ふたすじのレール 5. 雪 B面 1. 雨の日の旅発ち 2. 寒椿 3. 東北縦貫道路 4. 哀しい言葉 5. 歩き疲れて | LP                       | LQ-7015                  |
| 2018年7月18日            | 道知辺（みちしるべ） A面 1. 六月の雨はインクブルー 2. あなたの生まれた街 3. 金木犀の香る径 4. ふたすじのレール 5. 雪 B面 1. 雨の日の旅発ち 2. 寒椿 3. 東北縦貫道路 4. 哀しい言葉 5. 歩き疲れて | 配信                     | COKM-40287               |
| 1977年10月24日           | いんてぃめっと 〜ダ・カーポ グランド劇場を歌う〜 A面 1. さよならをするために 2. 突然の微笑みが 3. 目覚めた時には晴れていた 4. 卒業 5. 愛の伝説 6. 誰かと今日もすれ違い B面 1. ともしび 2. 虹がうすれてゆく時が 3. 春を信じます 4. 僕にいただけませんか 5. 瞳を閉じて 6. 愛の手紙                               | LP                       | LX-7027                  |
| 2018年7月18日            | いんてぃめっと 〜ダ・カーポ グランド劇場を歌う〜 A面 1. さよならをするために 2. 突然の微笑みが 3. 目覚めた時には晴れていた 4. 卒業 5. 愛の伝説 6. 誰かと今日もすれ違い B面 1. ともしび 2. 虹がうすれてゆく時が 3. 春を信じます 4. 僕にいただけませんか 5. 瞳を閉じて 6. 愛の手紙                               | 配信                     | COKM-40289               |
| 1978年5月                | 遊歩道 A面 1. 湘南イン・ブルー 2. 木曽の恋歌 3. 津和野からキップ一枚 4. 赤い靴 5. なんでそんなに横浜が好きなの B面 1. 銀河飛行 2. ふらわぁ・らぶ・そんぐ 3. センチメンタル軽井沢 4. 宗谷岬 5. バイバイ・イエスタディ                                                                                           | LP                       | LX-7041                  |
| 1993年11月21日           | 遊歩道 A面 1. 湘南イン・ブルー 2. 木曽の恋歌 3. 津和野からキップ一枚 4. 赤い靴 5. なんでそんなに横浜が好きなの B面 1. 銀河飛行 2. ふらわぁ・らぶ・そんぐ 3. センチメンタル軽井沢 4. 宗谷岬 5. バイバイ・イエスタディ                                                                                           | CD                       | COCA-11136               |
| 2001年10月21日           | 遊歩道 A面 1. 湘南イン・ブルー 2. 木曽の恋歌 3. 津和野からキップ一枚 4. 赤い靴 5. なんでそんなに横浜が好きなの B面 1. 銀河飛行 2. ふらわぁ・らぶ・そんぐ 3. センチメンタル軽井沢 4. 宗谷岬 5. バイバイ・イエスタディ                                                                                           | CD-R                     | COR-11136                |
| 1979年8月24日            | ハートメイド Heart Made A面 1. 15秒の風景 2. 蚊遣火 3. 夜桜 4. 12年間歯医者へ行かなかった友のために 5. 愛が始まる日 B面 1. 焚火のように 2. YOKOHAMA JOHN-JOHN 3. 水仙花 4. 帰らざる風 5. 再会 6. この街の風に吹かれて                                                                                          | LP                       | LX-7069                  |
| 2018年7月18日            | ハートメイド Heart Made A面 1. 15秒の風景 2. 蚊遣火 3. 夜桜 4. 12年間歯医者へ行かなかった友のために 5. 愛が始まる日 B面 1. 焚火のように 2. YOKOHAMA JOHN-JOHN 3. 水仙花 4. 帰らざる風 5. 再会 6. この街の風に吹かれて                                                                                          | 配信                     | COKM-40291               |
| 1980年7月31日            | 宇宙船 地球号〜「地球へ…」によせて〜 A面 1. 見果てぬ夢 2. MAGICAL CITY 3. 宇宙船 地球号 -おまえが大きくなったら- 4. 旅立つ時に… 5. 地球へ… (Coming Home To Terra) B面 1. 月から見た地球 2. AROUND THE WORLD 3. 夜想楽（ノクターン） 4. 大いなる彷徨 5. 愛の惑星 (All We Need Is Love)                          | LP                       | CX-7001                  |
| 2018年7月18日            | 宇宙船 地球号〜「地球へ…」によせて〜 A面 1. 見果てぬ夢 2. MAGICAL CITY 3. 宇宙船 地球号 -おまえが大きくなったら- 4. 旅立つ時に… 5. 地球へ… (Coming Home To Terra) B面 1. 月から見た地球 2. AROUND THE WORLD 3. 夜想楽（ノクターン） 4. 大いなる彷徨 5. 愛の惑星 (All We Need Is Love)                          | 配信                     | COKM-40293               |
| 1983年7月                | いい日でしたか 広子の出産を経て、2人での活動を再開後にリリース。 A面 1. ひとりぼっちのラブ・ソング 2. あなたが好きです 3. 淋しさは夕立ちのように 4. いい日でしたか 5. 野に咲く花のように B面 1. ひき潮の海 2. 不安な夜 3. 風のリボンを空へ 4. 男と女                                                           | LP                       | CMC-1009                 |
| 2018年7月18日            | いい日でしたか 広子の出産を経て、2人での活動を再開後にリリース。 A面 1. ひとりぼっちのラブ・ソング 2. あなたが好きです 3. 淋しさは夕立ちのように 4. いい日でしたか 5. 野に咲く花のように B面 1. ひき潮の海 2. 不安な夜 3. 風のリボンを空へ 4. 男と女                                                           | CD                       | 32JC-113                 |
| 1992年4月25日            | いい日でしたか 広子の出産を経て、2人での活動を再開後にリリース。 A面 1. ひとりぼっちのラブ・ソング 2. あなたが好きです 3. 淋しさは夕立ちのように 4. いい日でしたか 5. 野に咲く花のように B面 1. ひき潮の海 2. 不安な夜 3. 風のリボンを空へ 4. 男と女                                                           | CD                       | TKCA-30543               |
| 1991年4月                | アル・モ・ニー HARMONIE プロデューサーに鈴木茂を迎えた、約8年ぶりのオリジナルアルバム。 1. 渚のアル・モ・ニー 2. 75°の想い出 3. SOUVENIR 4. ストームのあとで 5. 青いスミレとスカーフ 6. Spring Townの花嫁 7. メトロポリスは丑満刻 8. 赤い靴のマリー 9. 月夜のオルゴール                                        | CD                       | COCA-7457                |
| 1993年5月                | Mother Earth 1. Mother Earth 2. おまえだけにララバイ 3. 天国の白い扉 4. Inshalla 5. 星は眠らない 6. てんさぐの花 7. プロローグ・ワルプルギスの夜 8. ワルプルギスの夜 9. ひざまくらで5分 10. 耳をすましてごらん 11. Silent Moon                                                                                 | CD                       | COCA-11014               |
| 2023年6月21日            | 未来への贈りもの 〜今日がいちばん若い日！〜 1. 今日がいちばん若い日！ 2. ボラボラ島へ行こう 3. あなたの歌を聴かせて 4. 愛があるなら頑張れる 5. Méméのワルツ 6. 青空とヒマワリの旗の下に 7. 70歳からの明日 | CD                       | COCP-42044               |

#### ライブアルバム
| 発売日                   | アルバム | 規格                     | 規格品番                 |
| 日本コロムビア / Blow Up | 日本コロムビア / Blow Up | 日本コロムビア / Blow Up | 日本コロムビア / Blow Up |
| ------------------------ | --- | ------------------------ | ------------------------ |
| 1974年7月                | GET TOGETHER WITH DA CAPO ダ・カーポ・ファースト・ライブ A面 1. この手のひらいっぱいに（NHK『あなたのメロディー』より） 2. アダモ・メドレー／ろくでなし～明日は月の上で～愛は君のように 3. カーペンターズ・メドレー／イエスタデイ・ワンス・モア～シング～忘れた心 4. ポストの前で 5. 結婚するって本当ですか～さよなら B面 民謡物語／お地蔵さんは海を見ている 1. （1）～イカ採りの唄～手まり唄～羽根つき唄～子守むすめの唄 2. （2）～飴屋踊りの唄～くだまき唄～臼ひき唄 3. （3）～あやめが咲いて～本町二丁目 4. （4）～はたおりの唄～くだまき唄～イカ採りの唄 | LP                       | CD-7118                  |
| 2018年9月12日            | GET TOGETHER WITH DA CAPO ダ・カーポ・ファースト・ライブ A面 1. この手のひらいっぱいに（NHK『あなたのメロディー』より） 2. アダモ・メドレー／ろくでなし～明日は月の上で～愛は君のように 3. カーペンターズ・メドレー／イエスタデイ・ワンス・モア～シング～忘れた心 4. ポストの前で 5. 結婚するって本当ですか～さよなら B面 民謡物語／お地蔵さんは海を見ている 1. （1）～イカ採りの唄～手まり唄～羽根つき唄～子守むすめの唄 2. （2）～飴屋踊りの唄～くだまき唄～臼ひき唄 3. （3）～あやめが咲いて～本町二丁目 4. （4）～はたおりの唄～くだまき唄～イカ採りの唄 | 配信                     | COKM-40284               |

#### カバーアルバム
| 発売日                   | アルバム | 規格                     | 規格品番                 |
| 日本コロムビア / Blow Up | 日本コロムビア / Blow Up | 日本コロムビア / Blow Up | 日本コロムビア / Blow Up |
| ------------------------ | --- | ------------------------ | ------------------------ |
| 1978年10月               | てんさぐの花～僕らは歌追い人 I A面 1. イカ採りの唄 2. 機織りの唄 3. 鬼あそび 4. 鎌倉の飴屋踊り 5. 手まり唄 6. てんさぐの花 B面 1. 優女（やしょうめ） 2. 紙漉き唄 3. 本牧の子守唄 4. 螢とり 5. ちょんこ舟唄 6. こっちこい 7. せっせっせ | LP                       | LX-7055                  |
| 1979年6月24日            | 僕らは歌追い人 II A面 1. 千代田の子守唄 2. 麦たたき唄 3. 木挽き唄 4. 臼ひき恋唄 5. 亥の子祭 6. お茶場節 B面 1. 瀬戸の舟唄 2. 鎌倉の子守唄 3. 逢瀬 4. 本町二丁目 5. 草切り哀歌 | LP                       | LX-7068                  |
| 2018年7月18日            | 僕らは歌追い人 II A面 1. 千代田の子守唄 2. 麦たたき唄 3. 木挽き唄 4. 臼ひき恋唄 5. 亥の子祭 6. お茶場節 B面 1. 瀬戸の舟唄 2. 鎌倉の子守唄 3. 逢瀬 4. 本町二丁目 5. 草切り哀歌 | 配信                     | COKM-40292               |
| 1980年9月24日            | 僕らは歌追い人 III A面 1. かんじんの唄 2. こきりこの唄 3. ダンクブシ 4. おがいちょがいちょ～おおさむこさむ 5. はたおり哀歌～かたゆきぼんぼ 6. 臼よまわれ～雨バラバラ B面 1. 手切り子踊り～ゆうだち 2. 歌織りつづれ 3. 伊良部トーガニー 4. 高知の子守唄 5. 組曲わらべ唄 6. 安楽城の子守唄 | LP                       | AX-7283                  |
| 2018年7月18日            | 僕らは歌追い人 III A面 1. かんじんの唄 2. こきりこの唄 3. ダンクブシ 4. おがいちょがいちょ～おおさむこさむ 5. はたおり哀歌～かたゆきぼんぼ 6. 臼よまわれ～雨バラバラ B面 1. 手切り子踊り～ゆうだち 2. 歌織りつづれ 3. 伊良部トーガニー 4. 高知の子守唄 5. 組曲わらべ唄 6. 安楽城の子守唄 | 配信                     | COKM-40294               |
| 2007年6月20日            | 日本の歌ベスト30 Disc1 1. 赤い靴 2. ないしょ話 3. ぞうさん 4. 七つの子 5. 汽車ポッポ 6. お正月 7. ふじの山 8. 故郷 9. 赤とんぼ 10. 月の沙漠 11. 紅葉 12. どこかで春が 13. 浜辺の歌 14. 冬景色 15. 夏の思い出 16. 茶摘 Disc2 1. この道 2. 花 3. 村祭 4. われは海の子 5. さくら貝の歌 6. 朧月夜 7. かあさんの歌 8. からたちの花 9. 旅愁 10. 翼をください 11. 上を向いて歩こう 12. 四季の歌 13. 今日の日はさようなら 14. 見上げてごらん夜の星を 15. 宗谷岬 16. 野に咲く花のように | CD                       | COCP-34378-9             |
| 2007年10月24日           | home～世界の名歌集～ 1. アメイジング・グレイス 2. アヴェ・マリア 3. 花はどこへ行った 4. ケ・セラ・セラ 5. アニー・ローリー 6. 草原情歌 7. テネシー・ワルツ 8. パフ 9. バラ色の人生 10. ダニー・ボーイ 11. 喜びの歌 12. エーデルワイス 13. largo（ラルゴ～家路） 14. 野ばら 15. ドナ・ドナ 16. イムジン河 17. サンタ・ルチア 18. 聖夜（きよしこの夜） | CD                       | COCP-34571               |
| 2023年12月5日            | home～世界の名歌集～ 1. アメイジング・グレイス 2. アヴェ・マリア 3. 花はどこへ行った 4. ケ・セラ・セラ 5. アニー・ローリー 6. 草原情歌 7. テネシー・ワルツ 8. パフ 9. バラ色の人生 10. ダニー・ボーイ 11. 喜びの歌 12. エーデルワイス 13. largo（ラルゴ～家路） 14. 野ばら 15. ドナ・ドナ 16. イムジン河 17. サンタ・ルチア 18. 聖夜（きよしこの夜） | 配信                     |                          |
| 2013年6月19日            | ダ・カーポ40周年記念 とっておきの贈りもの 1. ふるさとの空 2. ハナミズキ 3. さくら（独唱） 4. 千の風になって 5. 仰げば尊し 6. さとうきび畑 7. 少年時代 8. 大切なもの 9. 小さな空 10. 涙そうそう 11. はじめての日 12. Stand Alone 13. 9月の月の下で 14. ラジオ体操の歌 | CD                       | COCP-38036               |
| 2017年6月28日            | ダ・カーポ デビュー45周年記念 日本のうたファンタジー 1. みかんの花咲く丘 2. 里の秋 3. 花～すべての人の心に花を～ 4. 糸 5. いつでも夢を 6. こんにちは赤ちゃん 7. ねむの木の子守歌 8. 銀色の道 9. 学生時代 10. 野菊 11. 雨の遊園地 12. 手のひらを太陽に 13. おかあさん 14. 五木の子守歌 15. 花は咲く | CD                       | COCP-39981               |
| 2018年7月1日             | 童謡&抒情歌 ファンタジーベスト 明日への贈りもの 童謡誕生100年企画 Disc1 1. 春よ来い《春》 2. 春の小川《春》 3. 七つの子《春》 4. 肩たたき《春》 5. あの子はたあれ《春》 6. 花嫁人形《春》 7. みかんの花咲く丘《春》 8. 花の街《春》 9. おぼろ月夜《春》 10. この道《春》 11. 夏は来ぬ《夏》 12. 茶摘《夏》 13. 夏の思い出《夏》 14. めえめえ小山羊《夏》 15. ぞうさん《夏》 16. かわいい魚屋さん《夏》 17. 海《夏》 18. われは海の子《夏》 19. 浜千鳥《夏》 20. 浜辺の歌《夏》 Disc2 1. 小さい秋みつけた《秋》 2. まっかな秋《秋》 3. 虫のこえ《秋》 4. 赤とんぼ《秋》 5. 村祭り《秋》 6. まちぼうけ《秋》 7. 旅愁《秋》 8. かなりや《秋》 9. 月の沙漠《秋》 10. 野菊《秋》 11. 汽車《冬》 12. お正月《冬》 13. 富士山《冬》 14. 砂山《冬》 15. 赤い靴《冬》 16. 冬景色《冬》 17. 村のかじや《冬》 18. 冬の夜《冬》 19. かあさんの歌《冬》 20. 故郷《冬》 | CD                       | COCP-40380-1             |

#### ベストアルバム
- ブーケ（1976年11月24日）
  - 1. あなたの生まれた街　2. 燃える手紙　3. 宗谷岬　4. 恋はかげろう　5. 夏の日の忘れもの　6. クリーム色の電車に乗って　7. その日は雪が降ったよ　8. 六月の雨はインクブルー　9. 雨あがりのファンタジー　10. 家族日誌　11. 鎌倉の子守唄　12. バスが坂道を下りてくる　13. 結婚するって本当ですか　14. 忘れた心
  - 『歌う風たち』から『道知辺』までの収録曲に、シングル曲「雨あがりのファンタジー」を加えたベストアルバム。
- やさしさ通信／ダ・カーポベスト16（1977年11月）
  - 1. 山百合　2. 誰かと今日もすれ違い　3. ふり返る日のために　4. イカ採りの唄　5. らくがき　6. 風が歌うとき　7. 金木犀の香る径　8. 夏の日の忘れもの　9. しろつめ草　10. 愛する人と生まれた街へ　11. 雨降りの詩　12. 突然の微笑みが　13. 寒椿　14. 花の街　15. 歩き疲れて　16. 結婚するって本当ですか
  - 『歌う風たち』から『道知辺』までの収録曲に、シングル曲「誰かと今日もすれ違い」「愛する人と生まれた街へ」を加えたベストアルバム。「イカ採りの唄」「結婚するって本当ですか」は『ブーケ』と重複収録。
- チャイム（1978年11月24日）
  - 1. 結婚するって本当ですか　2. 山百合　3. 六月の雨はインクブルー　4. 宗谷岬　5. 雨降りの詩　6. しろつめ草　7. ふり返る日のために　8. 家族日誌　9. 君かげ草　10. 金木犀のかおる径　11. 風が歌うとき　12. ふらわぁ・らぶ・そんぐ　13. 寒椿　14. 花の街
  - 『歌う風たち』から『遊歩道』までの収録曲をまとめたベストアルバム。
- ダ・カーポ／ベスト・アルバム（1980年7月）
  - 1. 地球へ…　2. 愛の惑星　3. 風の翼　4. 湘南イン・ブルー　5. 愛する人と生まれた町へ　4. ありのままに生きて　5. 結婚するって本当ですか　6. 宗谷岬　7. イカ採りの唄　8. てんさぐの花　9. 15秒の風景　10. バイバイ・イエスタディ
  - 『歌う風たち』から『地球へ…』までの収録曲をまとめたベストアルバム。
- ダ・カーポ ベスト・アルバム ソングライター・ルネッサンス（1992年6月）
  - 『アル・モ・ニー』に引き続き。鈴木茂をプロデューサーに迎えたベストアルバム。
- ダ・カーポ シングル・コレクション（1995年6月）
  - 2枚組CD。過去のシングル32曲をまとめたベストアルバム。
- 30TH ANNIVERSARY ダ・カーポ ベストアルバム ありがとう（2003年5月21日）
  - 1. よこはま詩集　2. いいことだけ考えよう　3. さよならとは言わないで　4. Wedding Waltz　5. 女友達（ゆうじん）代表　6. 金色の山　7. 悲しみにさよならを　8. 野に咲く花のように　9. 地球（テラ）へ… (Coming Home To Terra)　10. 不良少女白書　11. イカ採りの唄　12. 結婚するって本当ですか　13. バスが坂道を下りてくる　14. 家族日誌　15. 鳩の詩　16. 宗谷岬　17. 空からこぼれたStory　18. テームズ河のDance　19. BayStarsを観にいこうよ　20. ありがとう
  - デビュー30周年記念。新曲「ありがとう」、シングル曲「よこはま詩集」「BayStarsを観にいこうよ」、過去のアルバム収録曲の再録をまとめたベストアルバム。
- ベストパートナー（2006年3月22日）
  - 1. 野に咲く花のように（アレンジ・ヴァージョン） 2. 夏の日の忘れもの　3. ずっと遠くから…　4. 横浜マリー　5. 明日…あざやか　6. 空に星があるように　7. てんさぐの花　8. 遠くへ行きたい　9. よさこい・ワンダーランド　10. SELAM～よみがえれアフリカ～　11. 雨の匂い　12. 約束の花園～GLOBAL GARDEN～　13. 上機嫌なまち　14. 人生の贈り物～他に望むものはない～　15. 懸け橋　16. 15秒の風景（2006年ヴァージョン） 17. 結婚するって本当ですか（2006年ヴァージョン） 18. largo（ラルゴ～家路）
  - デビュー30周年記念・第2弾。過去のアルバム収録曲の再録などをまとめたベストアルバム。

#### CD-BOX
- ダ・カーポ ザ・ベスト（2013年6月）
  - デビュー40周年を記念して発売された3枚組セットCD。オリジナル曲のベストアルバム。
- オリジナル大全集122（い～ふうふ）（2013年6月）
  - デビュー40周年を記念して発売された7枚組CD-BOX。Disc1「故郷」、Disc2「愛」、Disc3「青春」、Disc4「旅」、Disc5「希望」、Disc6「祈り」、Disc7「僕らは歌追い人」のテーマごとに構成。

#### サウンドトラック
| 発売日                   | アルバム | 規格                     | 規格品番                 |
| 日本コロムビア / Blow Up | 日本コロムビア / Blow Up | 日本コロムビア / Blow Up | 日本コロムビア / Blow Up |
| ------------------------ | --- | ------------------------ | ------------------------ |
| 2001年1月                | 写真家 白川義員 神々の座 世界百名山を撮る 1. 金色の山 2. 甦る世界 3. ヒマラヤ 雪の住処 4. 久遠‐kuon‐ 5. 風の笛 6. 生命の輝き 7. Requiem 8. 祈り 9. 暁の高峰 10. Kyrie～グレゴリオ聖歌より～ 11. 神々の国 12. 地球の夜明け 13. 魂は 14. 奇跡の星～原初の風景～                                                                 | CD                       |                          |
| 2003年1月18日            | ヒマラヤの詩 ダ・カーポ 金色の光を求めて 1. 上機嫌なまち（ダ・カーポ） 2. 祭の日 3. 瞳 4. Flowers Part.1 5. 賜物（ダ・カーポ） 6. 空の涙 7. 風 8. Flowers Part.2 9. フラソナの家（榊原広子） 10. 大地の声 11. 険しき谷 12. 神の光 13. 日輪（榊原広子 ア・カペラ～Instrumental） 14. サガルマータ 15. 名もない花（ダ・カーポ） | CD                       |                          |

#### 榊原まさとし ソロ
| 発売日                   | アルバム | 規格                     | 規格品番                 |
| 日本コロムビア / Blow Up | 日本コロムビア / Blow Up | 日本コロムビア / Blow Up | 日本コロムビア / Blow Up |
| ------------------------ | --- | ------------------------ | ------------------------ |
| 1981年5月                | 孤独なルネッサンス A面 1. 恋人 2. ド・キュ・メ・ン・タ・リィ 3. 渚の伊太利人 4. ただの友達 5. 夜行バス B面 1. 不良少女白書 2. いもうと 3. みちたりた時の中で 4. 大きな木の下で……～わが子へ贈る詩～ | LP                       | AF-7056                  |
| 2018年7月18日            | 孤独なルネッサンス A面 1. 恋人 2. ド・キュ・メ・ン・タ・リィ 3. 渚の伊太利人 4. ただの友達 5. 夜行バス B面 1. 不良少女白書 2. いもうと 3. みちたりた時の中で 4. 大きな木の下で……～わが子へ贈る詩～ | 配信                     | COKM-40295               |
| 1982年6月21日            | 心象風景 A面 1. 横浜マリー 2. 山の手の坂道 3. 横浜縁日一六地蔵 4. 桜花白昼夢 5. 幸福（しあわせ） B面 1. 有明 2. 街角のエピローグ 3. TOKYO ル・ネオン 4. 明日…あざやか 5. 夢ななつ                  | LP                       | AF-7126                  |
| 2018年7月18日            | 心象風景 A面 1. 横浜マリー 2. 山の手の坂道 3. 横浜縁日一六地蔵 4. 桜花白昼夢 5. 幸福（しあわせ） B面 1. 有明 2. 街角のエピローグ 3. TOKYO ル・ネオン 4. 明日…あざやか 5. 夢ななつ                  | 配信                     | COKM-40296               |

#### コンピレーションアルバム
- 隔週刊 日本のうた こころの歌（2009年1月20日創刊）
  - デアゴスティーニによるCDブックシリーズ。創刊号に「故郷の空」、29号に「赤い靴」を収録。書籍扱い。
- 「若者たち」 コンピ・ベスト（2014年9月2日）
  - 日本コロムビアによる「若者たち」を8アーティストが歌ったコンピレーションアルバム。ダ・カーポも参加。
- ことばの豊かな子を育てる くもんのうた200 アルバム1（2017年10月2日）
- ことばの豊かな子を育てる くもんのうた200 アルバム2（2017年10月2日）
  - くもん出版より発売された、幼児向けの童謡コンピレーションアルバム。同シリーズの絵本のCD版。書籍扱い。
- みんなの童謡〜心に響く思い出の名曲たち〜（2018年6月30日）
  - 日本コロムビアによる童謡コンピレーションアルバム。ダ・カーポ「月の砂漠」を収録。

## ご当地ソング・広告出演

### 神奈川県
- よこはま詩集 - 2001年のシングル（以降発売されたベスト盤にも収録）。杉紀彦作詞、榊原まさとし作曲、大島ミチル編曲。

NHK「みんなのうた」で2001年8月〜9月初放送。5分間の放送枠をフルコーラスで放送された。歌詞に登場する横浜市内の風景が実写で使われ、映像で使用される横浜の風景画はまさとし自身がが手掛けた。
- 恋する横浜 - 2012年の「もうすぐ40周年記念」シングル（以降発売されたベスト盤にも収録）。小林篁次（青木寶久）作詞、榊原まさとし作曲。
- 15秒の風景 - 広子か学生時代に下宿していた横浜市の西谷付近を歌った楽曲。相模鉄道西谷駅と交差する東海道新幹線の車窓に一瞬映る街の風景を歌う。

1979年のアルバム『ハートメイド』初出。新録音の「2006年ヴァージョン」が『ベストパートナー』に収録され、それ以降に発売されたベストアルバムにも収められている。
- この街の風に吹かれて - アルバム『ハートメイド』収録。神奈川新聞のCMソング。テレビ神奈川 (TVK)で一時期よく流れていた。
- BayStarsを観にいこうよ - 横浜ベイスターズ応援歌。

2002年6月19日にポニーキャニオンからリリースされたCDアルバム『横浜ベイスターズ選手別応援歌2002』1曲目に収録。球団歌「熱き星たちよ」（歌：ザ・ベイスターズ）や応援歌「勝利の輝き」（歌：日浦孝則）、各選手の応援テーマ・二軍（湘南シーレックス）公式ソングなどが同時収録。
2003年5月のデビュー30周年記念ベストアルバム『ありがとう』、2013年6月のデビュー40周年記念ベストアルバム『ダ・カーポ ザ・ベスト』にも収録されている。
- 花月園テーマソング - 廃止された花月園競輪場のテーマソング。花月園競輪場#概要も参照。

この他にも、横浜や神奈川（湘南などを含む）を題材とした楽曲を多数制作している。

### 市町村歌
- 栃木県 県民の歌[15][16] - 広子が栃木県出身ということもあり、ダ・カーポの歌う「県民の歌」が、地元のとちぎテレビで放送終了時にテロップ付きで毎日3番まで放送されているほか、栃木放送でも放送開始時の音楽として採用されている。以前はとちぎテレビでは放送開始告知後にも流していた。Amazon Musicなどの音楽ストリーミングサービスでも聴くことができる。
- めぐる季節の中で[17] - 広子の出身地である栃木県佐野市で、1993年の市制50周年を記念して制作されたイメージソング。ダ・カーポは佐野市の「佐野ふるさと特使」も務めている[18]。

- 新仙台市民歌「風よ雲よ光よ」 - 仙台市の市制100周年・政令指定都市移行を記念して市と河北新報社が合同で選定した。作曲は服部克久で、ダ・カーポが歌唱するシングル盤が製造されている。
- 福井市民の歌「わたしのまち ときめきのまち」 - 福井市で市制100周年を記念して制定された市民の歌を歌唱しており、作曲も榊原まさとしが手掛けている[19]。扱いとしては2代目市歌となっている。カラオケJOYSOUNDで配信されている[20]。

- 河辺町イメージソング「せせらぎの町へ 〜岩見川旅情〜」 - 1990年11月21日発売のシングル。秋田県河辺郡河辺町（現：秋田市河辺）の町歌。

町域を流れる岩見川にちなみ、町のキャッチフレーズが「せせらぎの町」だった。平成の大合併により2005年1月11日、秋田市に編入合併されて自治体としては消滅している。

### 校歌
- 若葉の詩 - 朋優学院高等学校校歌（旧：中延学園高等学校）

### ローカル番組・CM
- JNNの九州地区で2012年まで放送されたテレビ番組『窓をあけて九州』のオープニングテーマを、1990年代まで担当・歌唱していた。
- テレビ神奈川の長寿番組「緑への歩み」のオープニングテーマを歌唱していた。
- 静岡県内の住宅展示場「SBSマイホームセンター」の広告で、ダ・カーポが親子共演していた（静岡放送、2007年11月3日現在）[21]。

## アニメ・特撮ソング
- 地球へ…（Coming Home To Terra）- 劇場アニメ映画『地球へ…』オープニングテーマ
- 愛の惑星（All We Need is Love） - 劇場アニメ映画『地球へ…』エンディングテーマ
- 空からこぼれたSTORY - テレビアニメ『名探偵ホームズ』オープニングテーマ
- テームズ河のDANCE - テレビアニメ『名探偵ホームズ』エンディングテーマ
- さよならとは言わないで　-　アニメ映画『がんばれ!ジャイアン!!』主題歌
- 星からの手紙  - テレビ特撮番組『超人機メタルダー』挿入歌

## NHKみんなのうた出演
NHK『みんなのうた』において、ダ・カーポは5曲を歌っている。◆は、5分間1曲枠の楽曲（ロングのうた）。
1. 宗谷岬（1976年4月・5月、1982年4月・5月放送） - リンク先を参照。1982年版は榊原まさとしのソロ。
2. 鳩の詩（1986年10月・11月放送）[注釈 37] - 作詞・作曲を担当、編曲・島津秀雄。映像は葉祥明のイラストを毛利厚がアニメーションにした。悲しみを抱えて飛べない一羽の鳩を題材に、物悲しくも力強く歌っている。
3. 大きなリンゴの木の下で（1989年4月・5月放送）[注釈 38] - 作詞・小黒恵子、作曲・中山竜、編曲・小野崎孝輔。映像は劇団影ぼうしによるシルエットアニメ。林檎の木で雨宿りをしながら昔話をする様子を歌っている。
4. よさこい・ワンダーランド（1995年4月・5月放送）[注釈 39] - 補作詞を榊原広子、作曲を榊原まさとしが担当。作詞・猿田忠博、編曲・青木望。高知県を題材としたご当地ソングで、映像には高知市のよさこい祭りが流れた。
5. よこはま詩集（2001年8月・9月放送）◆　 - 「ご当地ソング・広告出演」の項目を参照。

## 主な出演番組

### テレビ出演
- 裸の大将 （関西テレビ）
  - 第23話「清と島の花嫁さん」（1987年7月12日）
  - 第64話「生き神様になった清」（1994年1月9日）
- 栃木ブランド情報番組 栃木のきらめき（とちぎテレビ）ナレーション、広子のみ（2012年3月まで）
- 栃木ブランド情報番組 満喫！とちぎ日和（とちぎテレビ）広子のみ（2012年4月から、上記の後継番組）

### ラジオ出演
- 午後のサウンド（NHK-FM、1987年10月7日 - 1988年3月30日）
- 音楽遊覧飛行（NHK-FM、2012年4月2日 - ）
  - 毎月第1週目（月 - 木曜日）「ふるさとのうた 心の旅」パーソナリティ、広子のみ
- 大沢悠里のゆうゆうワイド（TBSラジオ）の企画「ダ・カーポ作詞プロジェクト」もライフワークとして続いている。
- かながわサウンドエッセイ（FM横浜）